# جنت جکسون (مجموعه تلویزیونی)
جنت جکسون (انگلیسی: Janet Jackson or JANET JACKSON) یک مجموعه تلویزیونی مستند است که توسط خواننده و بازیگر آمریکایی، جنت جکسون و برادرش رندی جکسون به کارگردانی بنجامین هیرش تهیه شده است.